# Ice Age 6
Ice Age 6 (conocida como  La era de hielo 6 en Hispanoamérica)  es una próxima película de comedia de aventuras animada estadounidense producida por 20th Century Animation y distribuida por 20th Century Studios. Servirá como una secuela de Ice Age: Collision Course (2016), y la séptima entrega general de la serie de películas Ice Age. Ray Romano, John Leguizamo, Denis Leary, Simon Pegg y Queen Latifah repetirán sus papeles de las películas anteriores. Será la primera película cinematográfica de Ice Age que no será producida por Blue Sky Studios, tras su cierre el 10 de abril de 2021.
Está previsto que Ice Age 6 se estrene en Estados Unidos el 18 de diciembre de 2026.

## Reparto
- Ray Romano como Manny, un mamut lanudo y líder de la manada.[1]
- John Leguizamo como Sid, un perezoso terrestre y el fundador de la Manada.[1]
- Denis Leary como Diego, un tigre dientes de sable y colíder de la Manada.[1]
- Queen Latifah como Ellie, un mamut lanudo hembra y esposa de Manny.[1]
- Simon Pegg como Buck, una comadreja tuerta y cazador de dinosaurios.[1]

Está previsto que el personaje Scrat aparezca después de su ausencia en The Ice Age Adventures of Buck Wild (2022), junto con Baby Scrat, que debutó en Ice Age: Scrat Tales (2022).

## Producción
Sobre la posibilidad de una posible secuela de Ice Age: Collision Course en junio de 2016, el codirector Galen T. Chu dijo que había algunas ideas para la sexta entrega de la serie Ice Age. En julio de 2016, Bustle señaló que el potencial de producción de Ice Age 6 era relativamente alto, aunque podría depender principalmente del desempeño de taquilla de la quinta película.
En febrero de 2017, PopWrapped comentó sobre el tema de una secuela, señalando la mala recepción de la quinta película y cómo las secuelas "no conectan del todo a un nivel emocional como la original", sugiriendo que la sexta película debería volver a sus raíces reintroduciendo a los humanos de la primera película.
En febrero de 2022, la productora Lori Forte habló sobre la posibilidad de una secuela mientras promocionaba The Ice Age Adventures of Buck Wild y dijo: "Creo que es un poco prematuro. Esperamos que la gente responda a esto y eso nos animará a poder hacer otra película. Si el público lo quiere, tenemos muchas ideas. No hay fin para las ideas, las aventuras y los personajes, así que estamos listos si ellos están listos".
En septiembre de 2024, John Leguizamo, la voz de Sid en las películas anteriores, reveló que la sexta película estaba en desarrollo. En noviembre de 2024, durante la D23 en Brasil, se anunció oficialmente que la película estaría en producción con Ray Romano, Leguizamo, Denis Leary, Simon Pegg y Queen Latifah repitiendo sus papeles de las películas anteriores.

### Música
Batu Sener confirmó en su cuenta X que compondrá la banda sonora de la película, después de haber compuesto previamente la banda sonora de The Ice Age Adventures of Buck Wild y Ice Age: Scrat Tales.

## Estreno
Está previsto que Ice Age 6 se estrene en Estados Unidos el 18 de diciembre de 2026.